# Петра Паялич
Петра Паялич (словен. Petra Pajalič; нар. 1 червня 1988) — колишня словенська тенісистка.
Найвищу одиночну позицію світового рейтингу — 532 місце досягла 8 вересня 2008, парну — 393 місце — 21 квітня 2008 року.
Здобула 1 парний титул.
Завершила кар'єру 2010 року.

## Фінали ITF
| турніри $10,000 |

### Парний розряд (1–4)
| Результат | W–L | Дата        | Турнір                          | Рівень | Покриття | Партнерка       | Суперниці                         | Рахунок            |
| --------- | --- | ----------- | ------------------------------- | ------ | -------- | --------------- | --------------------------------- | ------------------ |
| Перемога  | 1–0 | липень 2007 | ITF Ґеусдал, Норвегія           | 10,000 | Тверде   | Мая Камбич      | Тетяна Ареф'єва Олена Жирнова     | 7–6(3), 5–7, 6–3   |
| Поразка   | 1–1 | Кві 2008    | ITF Тельде, Іспанія             | 10,000 | Ґрунт    | Анн-Валері Евен | Хаєнне Евейк Домініце Ріполль     | 2–6, 6–3, [4–10]   |
| Поразка   | 1–2 | Жов 2008    | ITF Валенсія, Венесуела         | 10,000 | Тверде   | Кейті Ракерт    | Ана Клара Дуарте Карла Тіене      | 2–6, 6–7(6)        |
| Поразка   | 1–3 | Лис 2008    | ITF Валенсія, Венесуела         | 10,000 | Тверде   | Кейті Ракерт    | Ана Клара Дуарте Карла Тіене      | 7–5, 6–7(1) [4–10] |
| Поразка   | 1–4 | Вер 2009    | ITF Брчко, Боснія і Герцеговина | 10,000 | Ґрунт    | Патріча Кіря    | Каролина Йованович Теодора Мирчич | 4–6, 1–6           |

## Юніорські фінали ITF
| Категорія G4 |
| Категорія G5 |

### Парний розряд (1–2)
| Результат | W–L | Дата          | Турнір                 | Grade | Покриття | Партнерка    | Суперниці                         | Рахунок       |
| --------- | --- | ------------- | ---------------------- | ----- | -------- | ------------ | --------------------------------- | ------------- |
| Поразка   | 0–1 | березень 2004 | Оран, Алжир            | G5    | Ґрунт    | Мая Камбич   | Ребекка Сейпель Джастін Сатерленд | 2–6, 6–7      |
| Поразка   | 0–2 | березень 2004 | Sidi Fredj, Алжир      | G4    | Ґрунт    | Мая Камбич   | Клаудія Сануа Джастін Сатерленд   | 5–7, 5–7      |
| Перемога  | 1–2 | жовтень 2004  | Малий Лошинь, Хорватія | G4    | Ґрунт    | Тая Могорчич | Тадея Маєрич Петра Мартич         | 4–6, 6–3, 6–4 |